# Невское (Багратионовский район)
Не́вское — посёлок в Багратионовском районе Калининградской области. Входит в состав Гвардейского сельского поселения.

## Население
| 2002 | 2010 |
| ---- | ---- |
| 315  | ↘274 |

## Улицы
В посёлке имеются две улицы: Московская и Светлая.